# Тупиков, Василий Логинович
Василий Логинович Тупиков — советский хозяйственный, государственный и политический деятель, Герой Социалистического Труда.

## Биография
Родился в 1913 году в современном Красноярском крае. Член КПСС.
С 1933 года — на хозяйственной, общественной и политической работе. В 1933—1963 гг. — моряк советского китобойного флота, гарпунёр китобойного судна «Выдержанный» флотилии «Советская Украина» порта Одесса Одесской области Украинской ССР.
Указом Президиума Верховного Совета СССР от 12 декабря 1960 года присвоено звание Героя Социалистического Труда с вручением ордена Ленина и золотой медали «Серп и Молот».
Жил в Одессе.

## Награды и звания
- Герой Социалистического Труда (12.12.1960).
- орден Ленина (09.03.1950, 25.10.1954, 12.12.1960)